# سام کوکسون (بازیکن فوتبال اهل انگلستان)
سام کوکسون (انگلیسی: Sam Cookson؛ 1896 – ۱۹۵۵ (۵۸−۵۹ سال)) بازیکن فوتبال اهل بریتانیا بود.
از باشگاه‌هایی که در آن بازی کرده‌است می‌توان به باشگاه فوتبال مکلسفیلد تاون و باشگاه فوتبال منچستر سیتی اشاره کرد.